# Zahradiště (zámek)
Lovecký zámek Zahradiště stojí v osadě Zahradiště, části obce Radostína nad Oslavou, 12 km severozápadně od Velkého Meziříčí, při silnici II/354.

## Historie
První písemná zmínka o Zahradišti v podobě názvu luční trati je z počátku 16. století. Často uváděná existence stejnojmenné středověké vesnice není věrohodně doložena. Polní trať Staré Zahradiště je novodobě odvozena od názvu Starého Zahradišťského rybníka.
Současná obec Zahradiště je poprvé zmiňována na počátku 18. století. Od počátku spadala pod velkomeziříčské panství, které zde založilo vrchnostenský dvůr a zájezdní hostinec. Kněžna Eleonora z Lichtenštejna nechala v 80. letech 18. století hostinec přestavět na budovu lesní správy, v jejímž patře se nalézaly pokoje pro příležitostné obytování hostů při honech. Ve druhé polovině 20. století sloužila lesovna s tzv. zámkem jako sklady zdravotnického materiálu. V současné době je zámek opět v majetku Podstatských-Lichtenštejnů, kteří v roce 2012 započali jeho rekonstrukci.

## Popis
Zámek Zahradiště má podobu patrové budovy obdélníkového půdorysu s polovalbovou střechou. V přízemí jsou dílem klenuté, dílem plochostropé místnosti, prostory v patře nesly bohatší klasicistní výzdobu, v současnosti s celým objektem obnovovanou. Součástí jsou také přilehlé hospodářské budovy.

## Galerie

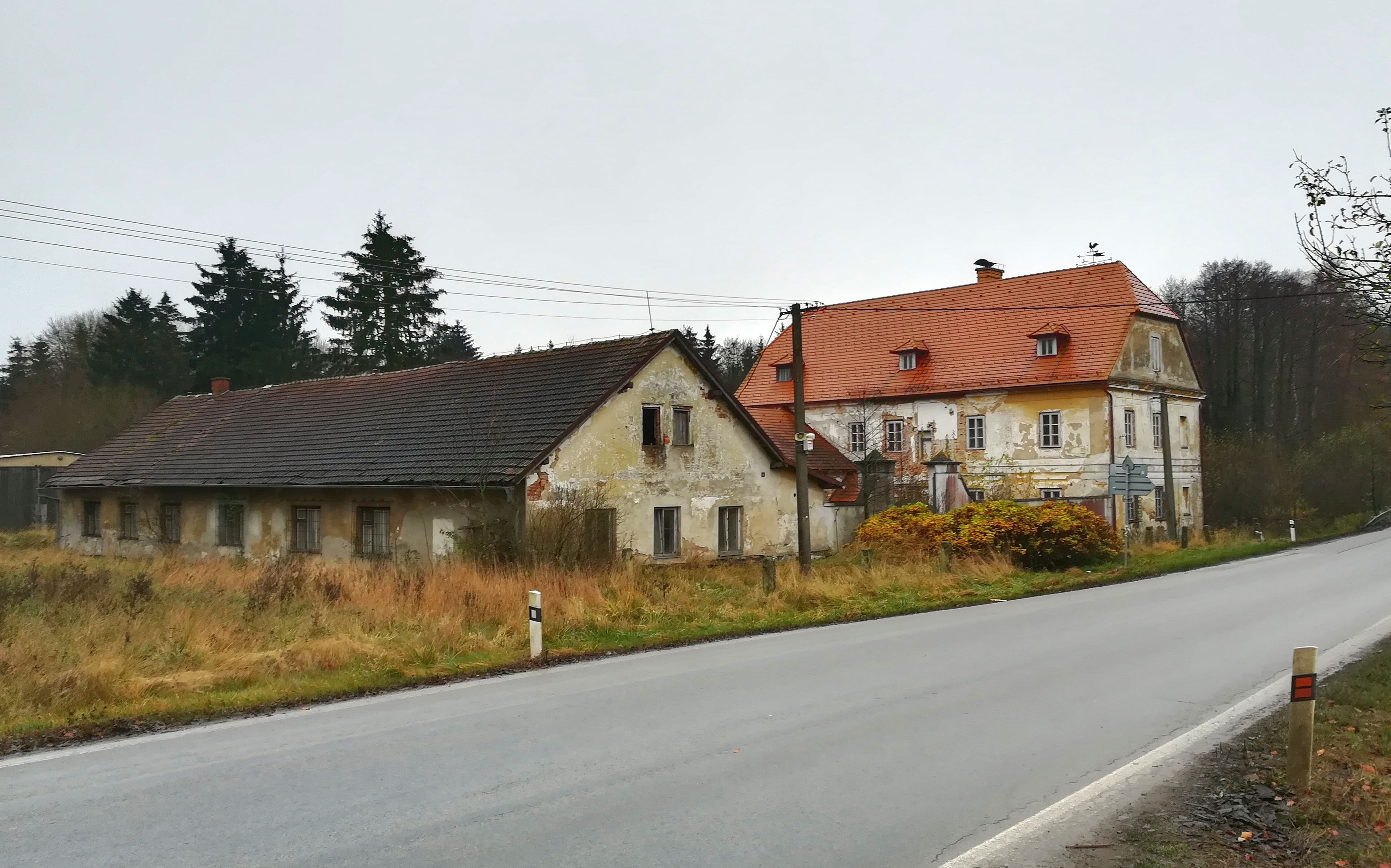
pohled od severu
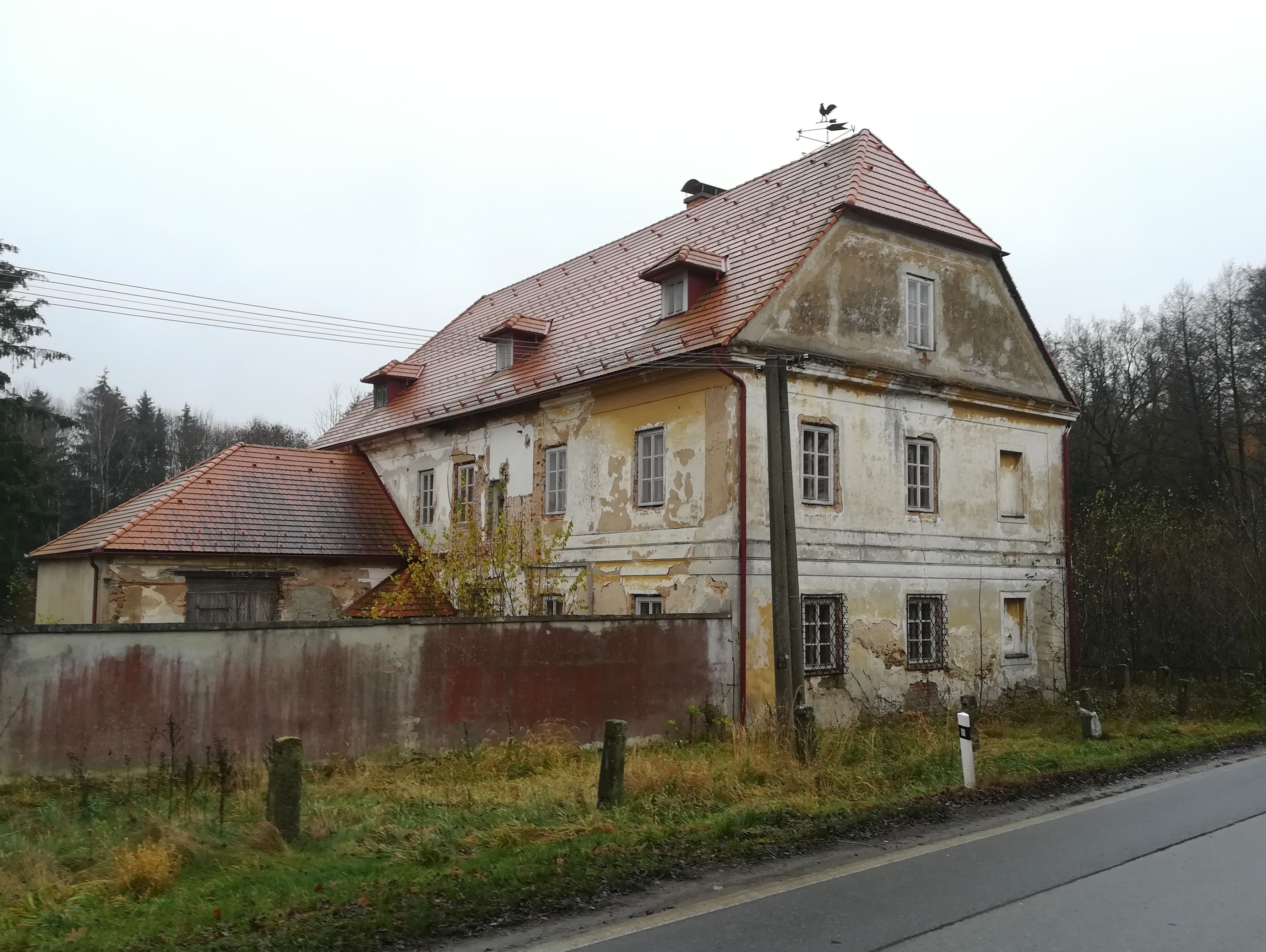
pohled od severu
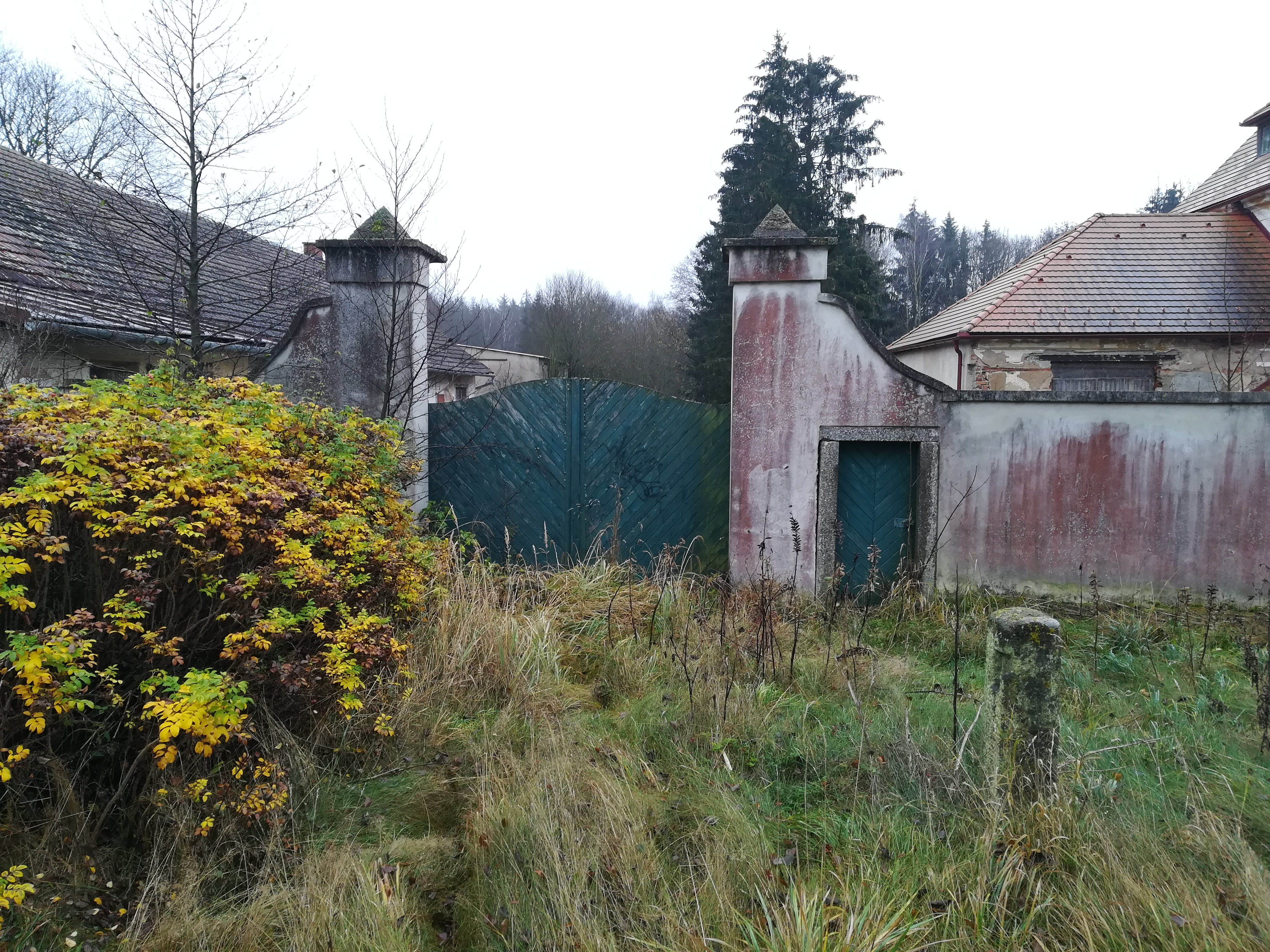
brána dvora